# 49

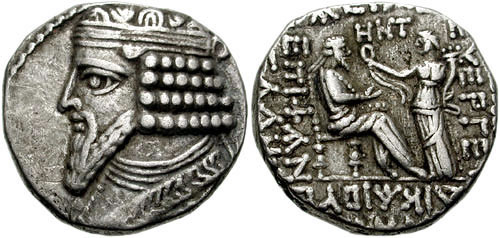
Gotarzes II

Het jaar 49 is het 49e jaar in de 1e eeuw volgens de christelijke jaartelling.

## Gebeurtenissen

### Italië
- Keizer Claudius trouwt met zijn nicht Agrippina de Jongere, zij wordt de stiefmoeder van Claudia Antonia en Britannicus.
- Lucius Annaeus Seneca, de filosoof-senator, keert terug uit ballingschap en wordt de tutor (leraar) van de 11-jarige Nero.
- Na heftige botsingen tussen de orthodoxe en christelijke Joden besluit Claudius alle Joden te verbannen uit Rome.

### Parthië
- Koning Gotarzes II voert een schrikbewind, de Arsacidische prins Meherdates valt het Parthische Rijk binnen.
- Meherdates wordt door de Parthen gevangengenomen en verminkt, als vergelding worden zijn oren afgesneden.

### Brittannië
- De Romeinen stichten Colonia Claudia Victricensis (huidige Colchester) en onderdrukken de bevolking.

### Palestina
- In Jeruzalem wordt een eerste apostelenconventie gehouden, christenen hoeven zich niet langer te laten besnijden.
- Petrus neemt de taak op zich om de Joden te bekeren, Paulus en Barnabas beginnen hun zendingsreis naar Syria.

## Overleden
- Lollia Paulina, Romeins keizerin en vrouw van Caligula
- Lucius Junius Silanus, Romeins praetor en staatsman